# Aeroportul Udine-Campoformido
Aeroportul Udine-Campoformido (IATA: UDN, ICAO: LIPD) este un aeroport din Campoformido, ente di decentramento regionale di Udine⁠(d), Friuli-Veneția Giulia, Italia ce deservește zona Udine. A fost deschis în 31 iulie 1913 și numit după Campoformido.
Situat la o altitudine de 93 m, aeroportul dispune de 1 pistă.

## Infrastructură

### Piste
Aeroportul dispune de o singură pistă. Pista are orientarea 04/22. 